# Лион (Ајова)
Лион (енгл. Leon) град је у америчкој савезној држави Ајова. По попису становништва из 2010. у њему је живело 1.977 становника.

## Демографија
Према попису становништва из 2010. у граду је живело 1.977 становника, што је -6 (-0.3%) становника више него 2000. године.
| Група             | 2000.         | 2010.         |
| Белци             | 1.927 (97,2%) | 1.906 (96,4%) |
| Афроамериканци    | 2 (0,1%)      | 13 (0,7%)     |
| Азијати           | 10 (0,5%)     | 11 (0,6%)     |
| Хиспаноамериканци | 31 (1,6%)     | 40 (2,0%)     |
| Укупно            | 1.983         | 1.977         |